# Гелен Левітт
Ге́лен Ле́вітт (англ. Helen Levitt; нар. 31 серпня 1913, Бруклін, Нью-Йорк — пом. 29 березня 2009, Мангеттен, Нью-Йорк) — американська фотографка. Вона зробила значний внесок до «вуличної фотографії» Нью-Йорка, її називали «найбільш прославленою та найменш відомою фотографкою свого часу».

## Біографія
Левітт виросла в Брукліні. Закинувши вищу освіту, вона самостійно навчалася фотографії, паралельно працюючи комерційним фотографом. Навчаючи деякі класи мистецтва, вона зацікавилася крейдяними малюнками на стінах Нью-Йорка, що були частиною дитячої культури тогочасного міста. Вона придбала фотокамеру Leica й почала знімати ці малюнки, рівно як і дітей, що їх малювали. Отримані знімки було опубліковано 1987 року під загальною назвою «На вулиці: малюнки та повідомлення крейдою, Нью-Йорк 1938—1948» (The Street: chalk drawings and messages, New York City 1938—1948).
Вона співпрацювала із Волкером Евансом (Walker Evans) у 1938-39 рр. Досить рано досягла успіху. В липні 1939 нова секція фотографії в нью-йоркському Музеї сучасного мистецтва включала роботи Левітт. 1943 року там пройшла її перша соло-виставка «Helen Levitt: Photographs of Children» під керівництвом фотокритика Ненсі Ньюголл (Nancy Newhall). Її наступна велика виставка відбулася у 1960-их; Аманда Гопкінсон (Amanda Hopkinson) припускає, що друга хвиля визнання її творчості була пов'язаною з феміністичним відкриттям жіночих творчих досягнень.
В пізні 1940-их Левітт створила два документальні фільми з Дженіс Леб (Janice Loeb) та Джеймсом Аджі (James Agee): In the Street (1948) та The Quiet One (1948). Левітт, разом із Леб та Сідні Маєрсом (Sidney Meyers) було номіновано на «Оскар» в категорії Найкращий сценарій (за The Quiet One). Загалом Левітт активно займалася кінематографом протягом 25 років; її останньою робою була редакторська праця в документальному фільмі Джона Коена (John Cohen) The End of an Old Song (1972).
У 1959 та 1960 роках Левітт отримала два гранти від Guggenheim Foundation на виконання кольорових фотографій Нью-Йорка, після чого вона повернулася до фотографії. 1965 року було опубліковано її першу велику колекцію A Way of Seeing. Більшість її кольорових фотографій було вкрадено під час пограбування її помешкання на East 13th Street 1970 року. Інші знімки та зроблені того ж року було опубліковано 2005 року в книзі Slide Show: The Color Photographs of Helen Levitt. 1976 року вона була членом Національного фонду мистецтва.

## Опубліковані колекції
- Levitt, Helen; Agee, James (1989) [1965]. A Way of Seeing: Third Edition. Duke University Press. ISBN 9780822310051.
- Levitt, Helen (1987). In the Street: Chalk Drawings and Messages, New York City, 1938—1948. Duke University Press. ISBN 0822307715.
- Levitt, Helen; Hambourg, Maria Morris; Phillips, Sandra S. (1991). Phillips, Sandra S.. ed. Helen Levitt. San Francisco Museum of Modern Art. ISBN 0918471222.
- Levitt, Helen; Oles, James (1997). Helen Levitt: Mexico City. W. W. Norton & Company. ISBN 0393045498.
- Levitt, Helen; Prose, Francine (2001). Crosstown. powerHouse Books. ISBN 1576871037.
- Levitt, Helen; Gopnik, Adam (2004). Here and There. powerHouse Books. ISBN 1576871657.
- Levitt, Helen; Szarkowski, John (2005). Slide Show: The Color Photographs of Helen Levitt. powerHouse Books. ISBN 9781576872529.
- Levitt, Helen; Evans, Walker (March 2008). Helen Levitt. powerHouse Books. ISBN 9781576874295.

## Фільмографія
- In the Street (1948): оператор.
- The Quiet One (1948): оператор та сценарист.
- The Savage Eye (1960): оператор.
- The Balcony (1963): помічник режисера.
- An Affair of the Skin (1963): співпродюсер із Беном Меддов (Ben Maddow).
- In the Year of the Pig (1968): співредактор з Ганною Морейніс (Hannah Moreinis).
- The End of an Old Song (1972): редактор.